# レスボス島
レスボス島（レスボスとう、Λέσβος / Lesvos ; 英: Lesbos、レスヴォス島とも）は、エーゲ海の北東部、トルコ沿岸に位置するギリシア領の島である。最大の都市ミティリニ（トルコ語名: ミディッリ）から、ミティリニ島（Μυτιλήνη / Mytilini）あるいはミディッリ島（Midilli Adası）ともよばれる。
古代においてはアイオリス地方の中心地として知られた。
全域がレスヴォスジオパークとして、2000年からヨーロッパジオパークネットワークに、2004年から世界ジオパークネットワークに加盟認定されている。

## 地理

### 位置・広がり
トルコの沿岸に位置し、トルコとは狭い海峡で隔てられている。
面積は1630km2。クレタ島・エヴィア島に次いで、ギリシャで3番目に大きな面積を持つ島である。
海岸線の長さは370km、最高点は海抜968m、気候は温暖な地中海性気候である。
- 衛星写真
- オリンボス山

### 主な都市
市域に含まれる人口2000人以上の都市・集落には以下がある（人口統計は2001年国勢調査による）。
- ミティリニ（Μυτιλήνη : ミティリニ地区） - 27,247人
- プロマリ（Πλωμάρι : プロマリ地区） - 3,377人
- ポリフニトス（Πολιχνίτος） - 2,763人
- アギアドス（Αγιάσος） - 2,498人
- アギア・パラスケヴィ（Αγία Παρασκευή : アギア・パラスケヴィ地区） - 2,268人

人口の3分の1は、島の東南部にあるミティリーニに暮らしている。
- ミティリニ
- プロマリ
- ミティムナ

## 歴史

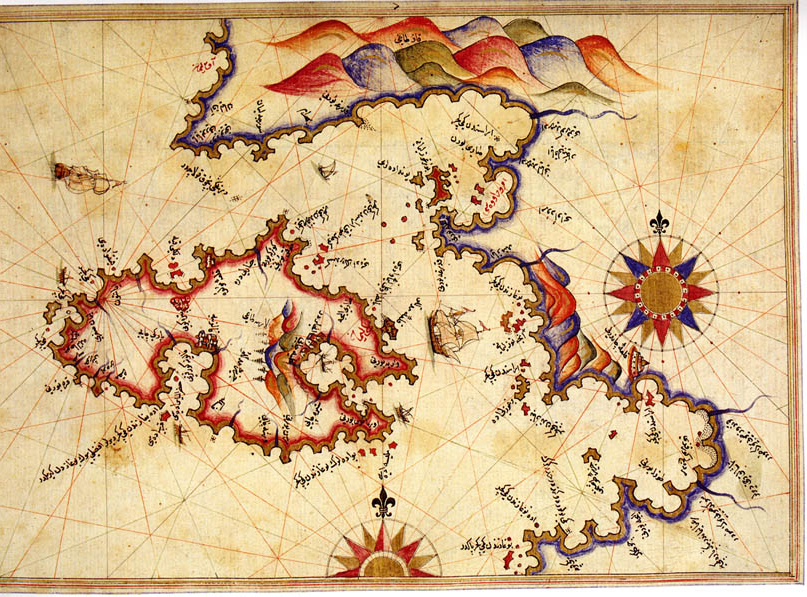
ピーリー・レイースによるレスボス島の地図

神話ではオルペウスがトラキアのディオニューソス祭で女たち（マイナデス）によって八つ裂きにされたとき、彼の首が竪琴の上に乗って川を下ってレスボス島に流れつき、そこに葬られたとされる:90-91。
最大の町ミュティレーネーは海上貿易を行って栄えていた。紀元前7世紀にはメランクロス (de:Melanchros) という僭主によって支配されていたが追放され、ミュルシロス (de:Myrsilos) が新たな僭主になった。ミュルシロスの死後は後にギリシア七賢人のひとりとされるピッタコス (Pittacus of Mytilene) の独裁が行われた。
ペロポネソス戦争中デロス同盟からの離反を試みて失敗した際、アテナイでは苛酷な処罰（ミュティレーネー市民の成人男子は全員死刑とし、婦女子は全員奴隷として売る）が決定されたが一夜明けて変心したアテナイ市民がそれを覆す決議を行い、それを伝える船が間一髪処刑の開始に間に合ったエピソードも有名である。

## 社会

### 産業・経済
主な産業は、農業、漁業、観光業で、農産物としてオリーブの生産が盛んである。また、中心都市のミティリニ市が、岡山県牛窓町（統合により現在は瀬戸内市）と、1982年に姉妹都市提携を結んでいる。

## 行政区画

### レスヴォス県
レスヴォス県（Περιφερειακή ενότητα Λέσβου）は、北エーゲ地方に属する行政区（ペリフェリアキ・エノティタ）である。カリクラティス改革（2011年1月施行）によってリムノス県が分離したため、現在のレスヴォス県はレスヴォス市1市のみからなる。

### 自治体（ディモス）
レスヴォス市（Δήμος Λέσβου）は、北エーゲ地方レスヴォス県に属する基礎自治体（ディモス）である。レスヴォス島全体をその市域とする。
現在のレスヴォス市は、カリクラティス改革（2011年1月施行）にともない、ミティリニ市をはじめとするレスヴォス島の13自治体が合併して発足した。旧自治体は、新自治体を構成する行政区（ディモティキ・エノティタ）となっている。
下表の番号は、下に掲げた「旧自治体」地図の番号に相当する。下表の「旧自治体名」欄は、無印がディモス（市）、※印がキノティタ（村）の名を示す。
- 旧レスヴォス県の旧自治体（1999年 - 2010年）
- レスヴォス県・レスヴォス市（2011年から）

|    | 旧自治体             | 綴り              | 政庁所在地                | 面積 km2 | 人口   |
| -- | -------------------- | ----------------- | ------------------------- | -------- | ------ |
| 1  | ミティリニ           | Μυτιλήνη          | ミティリーニ              | 107.5    | 36,196 |
| 2  | アギア・パラスケヴィ | Αγία Παρασκευή    | アギア・パラスケヴィ (el) | 117.7    | 2,628  |
| 3  | アギアソス           | Αγιάσος           | アギアソス (el)           | 79.9     | 2,498  |
| 5  | ゲラ                 | Γέρα              | パパドス                  | 86.4     | 6,985  |
| 6  | エレソス＝アンディサ | Ερεσός-Άντισσα    | エレソス (el)             | 290.9    | 5,530  |
| 7  | エヴェルゲトゥラス   | Ευεργέτουλας      | シクンダ                  | 88.9     | 3,336  |
| 8  | カロニ               | Καλλονή           | カロニ (el)               | 241.9    | 8,194  |
| 9  | ルトロポリ・テルミス | Λουτρόπολη Θερμής | ルトロポリ・テルミス      | 79.5     | 3,809  |
| 10 | マンダマドス         | Μανταμάδος        | マンダマドス              | 122.4    | 3,210  |
| 11 | ミティムナ           | Μήθυμνα           | ミティムナ (el)           | 50.2     | 2,433  |
| 15 | ペトラ               | Πέτρα             | ペトラ (el)               | 72.5     | 3,749  |
| 16 | プロマリ             | Πλωμάρι           | プロマリ (el)             | 122.5    | 6,698  |
| 17 | ポリフニトス         | Πολίχνιτος        | ポリフニトス (el)         | 172.6    | 5,288  |

- Διοικητική διαίρεση νομού Λέσβου (πρόγραμμα Καποδίστριας) - 旧レスヴォス県の自治体・集落一覧（1999年 - 2010年）

## 交通

### 空港
- ミティリニ国際空港  (Mytilene International Airport) 
  - 空港は島の東南部、ミティリニ市街の南の海辺に所在する。

## 人物

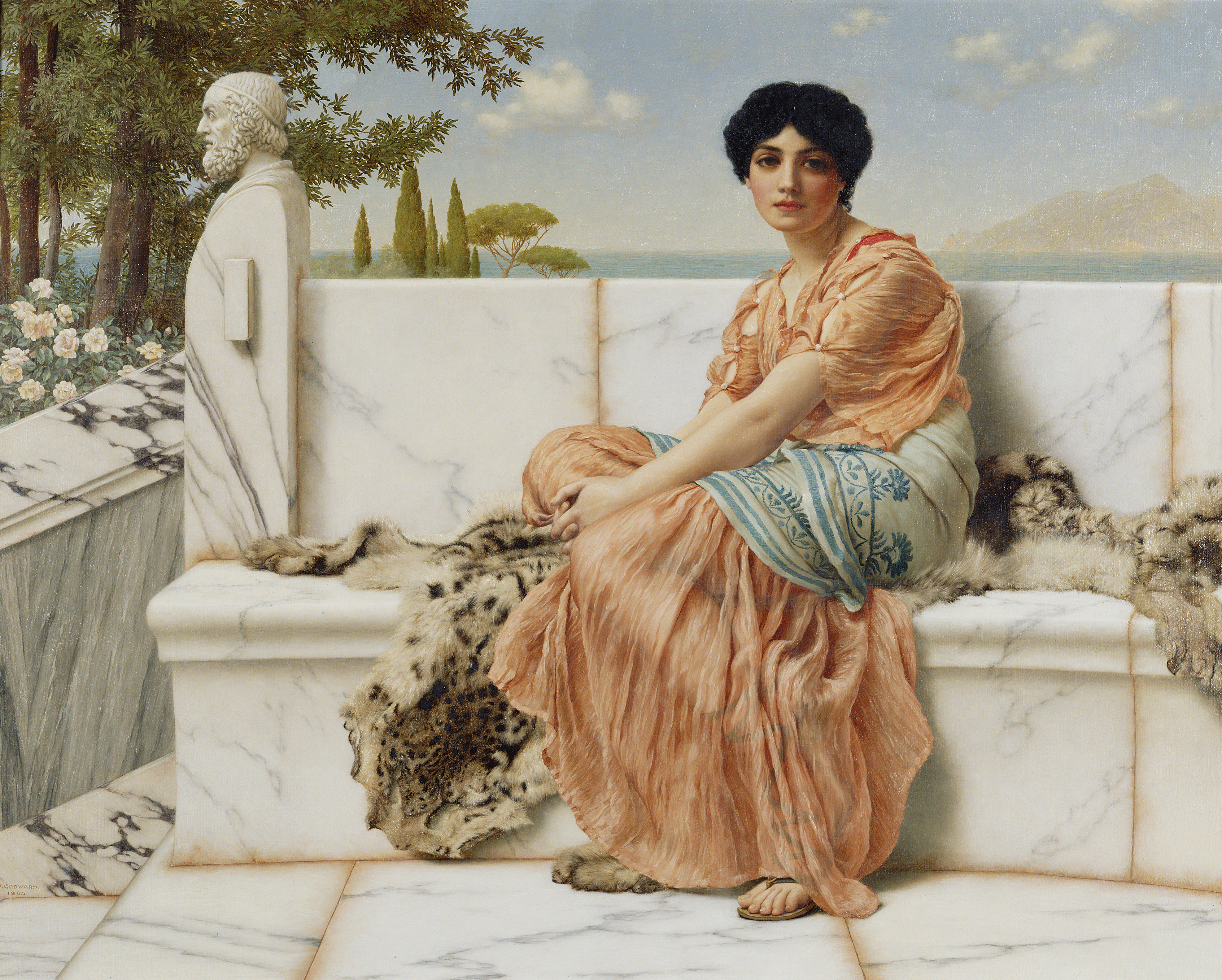
サッフォーのイメージ。ジョン・ウィリアム・ゴッドワード, In the Days of Sappho

古代ギリシアにおいてレスボス島はアイオリス地方の中心地であり、とくに抒情詩人を多く出したことで知られる。
- アリーオーンは紀元前7世紀のレスボス島メーテュムナー出身の音楽家で、ディテュランボスの発明者とされる。船の上で襲われたときに、彼の音楽によってイルカが集まり、イルカの背に乗って難を逃れたと伝えられる[2]:30。
- テルパンドロス（英語版）は紀元前7世紀のレスボス島アンティッサ出身の音楽家で、それまで四弦だったリラを七弦に増やし、新しい音楽の形式を発明したとされる。
- 紀元前7世紀後半 - 紀元前6世紀前半ごろには詩人のサッポーとアルカイオスを出した。
- 博物学者のテオプラストス（紀元前372年頃 - 紀元前288年頃）も有名である。

中世では東ローマ帝国女帝のエイレーネーがレスボス島に追放されてそこで死亡した。
現代では、1979年にノーベル文学賞を受賞した詩人のオデッセアス・エリティス（1911年 - 1996年）がレスヴォ島ゆかりの文化人であり、彼の名に因んで、ミティリニ国際空港が「オデッセアス・エリティス」と命名されている。

## 文化・観光

### 「レズビアン」という言葉
サッポーが女性に対する愛を謳った作品を多く遺したことから、英語では、もと「レスボス人」を指した Lesbian という語は、後に女性同性愛者（レズビアン）を意味するようになった。女性同性愛の意味での lesbianism という語は1870年から記録がある。20世紀以降、この言葉は世界各国に借用され、広まった。
こうしたことから、レスボス島、とくにサッポーの生誕地であるエレソス (Eresos) はレズビアンにとっての観光名所となっている。しかし地元では歓迎されていないという。島の名についても「レスビアン」につながる「レスボス島」の名は避けられ、中心都市の名を借りて「ミティリニ島」と呼び替えることが地元では一般的になっている。
2008年には、正統な呼び名を奪われたことにより島民は権利と尊厳を損なわれているとして、島民を中心とするグループがギリシア国内のLGBT団体「ギリシャ・ゲイ・レズビアン連合」(OLKE)を相手どり、団体名から lesbian の語を削除することを求める訴訟をアテネの裁判所に起こした。裁判所は「島民たちがこの名称によって侮辱されたと感じる理由はない」として訴えを棄却している。

## 関連・登場作品
- サッフォー詩集
- ダフニスとクロエ
- ゼルミーラ（ロッシーニ作曲、オペラ）
- ボードレール『レスボス』（『悪の華』の「禁断詩編」の一つ）
- 村上春樹『遠い太鼓』
- 『レズパラ』　原題：Isle of Lesbos (1996,アメリカ映画)
- 『エーゲ海の誘惑』　原題：Сафо, 英題：Sappho　( 2008年,ウクライナ映画 )
- Sound Horizon『Moira』
- ミディッリ（オスマン帝国の軽巡洋艦）